# کامرون نو
کامرون نو (به آلمانی: Neukamerun) نام سرزمین‌هایی مرزی‌است در مرکز آفریقا که در آغاز زیر کنترل فرانسه بود، ولی در ۱۹۱۱ میلادی به امپراتوری آلمان واگذارشد.
در پی رقابت آلمان و فرانسه بر سر تصاحب مراکش، مراکش به موجب پیمان فاس در ۱۹۱۱ و در برابر پذیرش حق چیرگی فرانسویان بر مراکش، بخش‌هایی از کنگوی فرانسه را به آلمان‌ها وانهاد. این منطقه میان دو رود شاری و لوگون جای‌داشت و از لحاظ بازرگانی دارای اهمیت برای آلمان‌ها بود. در خلال جنگ جهانی اول و با فروپاشی نیروهای آلمان در غرب آفریقا، در ۱۹۱۶ میلادی فرانسویان بر این منطقه تاختند و آنجا را دوباره تصرف کردند.